# Alicianella
Alicianella is een kevergeslacht uit de familie van de boktorren (Cerambycidae). De wetenschappelijke naam van het geslacht werd voor het eerst geldig gepubliceerd in 2006 door Noguera.

## Soorten
Alicianella is monotypisch en omvat slechts de volgende soort:
- Alicianella quadrimaculata (Noguera, 2005)